# Галенц, Арутюн Тиратурович
Арутю́н Тирату́рович Гале́нц (арм. Հարություն Կալենց) (Кале́нц, 1910, Гюрюн, Османская Империя — 1967, Ереван, Армянская ССР) — армянский живописец и график.

## Биография
Арутюн Хармандаян (Галенц) родился в городе Кюрюн Османской империи в дворянской семье, происходившей из города Ани. Во время геноцида армян 1915 года Арутюн Галенц осиротел, и пройдя страшный путь, добрался до Алеппо, где в приюте и увлекся рисованием. Художественное образование получал в частных мастерских, в частности, у французского художника Клода Мишелье. В 1930—1946 гг. жил в Бейруте, создал там художественную студию, стал одним из создателей Союза живописцев Ливана.
В июне 1946 года Арутюн Галенц с семьей, женой Арминэ и старшим сыном репатриировался в Советскую Армению. В 1949 году по обвинению в формализме и космополитизме он на три года был исключен из союза художников. Имел персональные выставки в Москве и в Ереване.

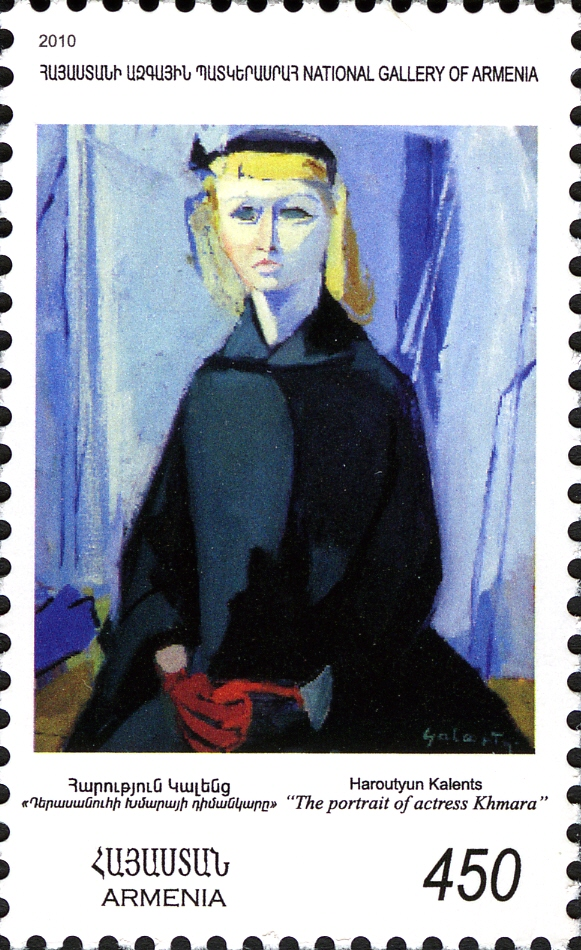
Портрет актрисы Хмара, Национальная картинная галерея Армении, Ереван. Марка Армении 2011 г. посвящается 100-летию со дня рождения Арутюна Тиратуровича Галенца.

В июле 1962 года в журнале «Советское искусство» была опубликована статья Ильи Эренбурга о Галенце. Александр Гитович посвятил Галенцу стихотворение.
Галенц — один из героев книги Андраника Царукяна «Люди без детства…» (рус. пер. Булата Окуджавы, 1964). «Галенц в себе носил страдание целого поколения народа, пережившего 1915 год, вступившего в жизнь вдали от родины, не познав радости детства…»,- писал Мартирос Сарьян.
В Ереване, на улице Галенца, 18, открыт его музей.

## Главные произведения
- «Портрет скрипача» (1946)[5]
- «Хризантемы» (1947, Национальная картинная галерея Армении)[5]
- «Сбор хлопка в Арташате» (1950, Национальная картинная галерея Армении)[5]
- «Портрет колхозницы 3. Псоян» (1955, Национальная картинная галерея Армении)[5]
- «Портрет художницы К. Г. Вартанян» (1957)[6]
- «Автопортрет» (1958)
- «Портрет искусствоведа И. А. Каретниковой» (1959)[5]
- «Портрет балерины М. М. Плисецкой» (1959; 1964)
- «Портрет академика А. И. Алиханяна» (1960)[5]
- «Задумавшаяся» (1961)
- «Портрет актрисы В. Хмара» (1961, Национальная картинная галерея Армении)[5]
- «Портрет поэта Г. Эмина» (1962)[5]
- «Натюрморт, цветы» (1962)
- «Осень в ботаническом саду» (1961, Национальная картинная галерея Армении)[5]
- «Натюрморт» (1965, Национальная картинная галерея Армении)[5]
- «Уголок двора» (1966)
- «Проспект Ленина. Ереван» (1966—1967)[5]

## Награды
- Заслуженный художник Армянской ССР (1965)[5]
- Государственная премия Армянской ССР (посмертно, 1967)[5]

## Книги
- Нерсисян, Алис Григорьевна, Художник Арутюн Каленц: жизнь, творчество / Нац. акад. наук Республики Армения, Ин-т искусств, Ереван, 2012
- Мкртчян, Левон Мкртичевич, Арутюн Галенц. Каким я его знал, Ереван : Наири, 2000
- Удивительный Галенц: Статьи. Воспоминания. Ереван : Айастан, 1969